# Callisphyris fritzi
Callisphyris fritzi är en skalbaggsart som beskrevs av Cerda 1968. Callisphyris fritzi ingår i släktet Callisphyris och familjen långhorningar. Inga underarter finns listade.